# Dávid Kálnoki-Kis
Dávid Kálnoki-Kis (Budapest, 6 agosto 1991) è un calciatore ungherese, difensore del Budafok.

## Biografia
Ha un fratello gemello, Zsombor, anch'egli calciatore.

## Caratteristiche tecniche
Difensore centrale forte fisicamente con ottime doti difensive e dalla buona visione di gioco, può essere impiegato anche come terzino destro.

## Carriera

### Club
Muove i primi passi nel Magyar AC storica società della periferia di Budapest, nel 2006 si trasferisce all'MTK con la quale fa tutta la trafila nelle giovanili fino ad esordire all'età di diciassette anni in prima squadra debuttando in una partita di Coppa d'Ungheria. La stagione seguente si trasferisce in Inghilterra, andando in prestito insieme al connazionale Patrik Tischler all'Oldham Athletic militante in League One, prevalentemente usato nella squadra giovanile viene convocato in prima squadra solamente una volta nella fattispecie nella partita di campionato contro il Brentford del 29 luglio rimanendo in panchina. Il 15 febbraio 2010 viene interrotto il prestito e il giocatore torna in Ungheria, nella successiva stagione e mezzo si alterna tra prima e seconda squadra venendo promosso titolare dalla stagione 2011-12 con la squadra retrocessa in NBII la seconda divisione del calcio magiaro. Durante la stagione segna i suoi primi gol da professionista andando a segno rispettivamente contro le seconde squadre di Videoton e Ferencváros. Al termine della stagione riesce a vincere il campionato di seconda divisione tornando prontamente nella massima categoria. Dopo cinque stagioni e mezzo passa all'altra società di Budapest l'Újpest, va in gol già alla seconda presenza segnando il primo delle due reti che consentiranno di battere il Békéscsaba, con la squadra bianco viola gioca 51 presenze segnando un gol e laureandosi campione della Coppa d'Ungheria 2017-2018. Al termine del campionato 2017-18 alla naturale scadenza del contratto non venendogli rinnovato resta svincolato. Il 19 settembre 2018 accetta l'offerta ancora di una società della capitale ovvero l'Honvéd. Esordisce il 31 ottobre nella sfida di Coppa d'Ungheria contro lo Jaszbereny terminata 1-0 a favore della sua squadra. Segna la sua prima rete sempre nella coppa nazionale nella semifinale di andata contro il Soroksar, marcando la sua prima rete in campionato la stagione seguente nella vittoria interna contro lo Zalaegerszeg per 2-0. Sempre nella stagione 2019-20 la rete segnata in Coppa d'Ungheria fornirà un contributo per la conquista finale del trofeo. Nella stagione successiva, non rientrando più nei piani tecnici il 18 gennaio 2021 si trasferisce a titolo definitivo allo Zalaegerszeg. Due anni più tardi vince assieme al resto della squadra in qualità di capitano la prima coppa nazionale della storia del suo club, nonché terza in carriera. Al termine della stagione 2022-23 alla naturale scadenza del contratto lascia la squadra bianco blu ritornando all'Honvéd suo vecchio club. Una stagione dopo, condizionata da vari infortuni si trasferisce al Budafok sempre in seconda divisione.

### Nazionale
Nell'annata 2010-11 è stato convocato con la Nazionale di calcio ungherese Under-19 mettendo insieme due presenze,
dal 2011 viene convocato con la Nazionale Under-21 giocando vari match di all'europeo di categoria del 2013 venendo convocato fino al 2012 con un bottino di una rete in 9 presenze.
Viene convocato per la prima volta in nazionale maggiore dal ct Bernd Storck nell'agosto del 2016 per la sfida valida per la qualificazione ai mondiali 2018 contro Fær Øer rimanendo tuttavia in panchina.

## Statistiche

### Presenze e reti nei club
Statistiche aggiornate al 29 aprile 2021.
| Stagione               | Squadra                | Campionato             | Campionato | Campionato | Coppe nazionali | Coppe nazionali | Coppe nazionali | Coppe continentali | Coppe continentali | Coppe continentali | Altre coppe | Altre coppe | Altre coppe | Totale | Totale |
| Stagione               | Squadra                | Comp                   | Pres       | Reti       | Comp            | Pres            | Reti            | Comp               | Pres               | Reti               | Comp        | Pres        | Reti        | Pres   | Reti   |
| ---------------------- | ---------------------- | ---------------------- | ---------- | ---------- | --------------- | --------------- | --------------- | ------------------ | ------------------ | ------------------ | ----------- | ----------- | ----------- | ------ | ------ |
| 2008-2009              | MTK Budapest           | NBI                    | 0          | 0          | MK+MLK          | 1+-             | 0+-             | UCL                | -                  | -                  | MS          | -           | -           | 1      | 0      |
| 2009-feb. 2010         | Oldham Athletic        | FL1                    | 0          | 0          | FACup+CdL       | -               | -               |                    | -                  | -                  | FLT         | -           | -           | 0      | 0      |
| feb.-giu. 2010         | MTK Budapest II        | NBII                   | 7          | 0          | MK              | -               | -               | -                  | -                  | -                  | -           | -           | -           | 7      | 0      |
| 2010-2011              | MTK Budapest II        | NBII                   | 14         | 0          | MK              | 0               | 0               | -                  | -                  | -                  | -           | -           | -           | 14     | 0      |
| Totale MTK Budapest II | Totale MTK Budapest II | Totale MTK Budapest II | 21         | 0          |                 | 0               | 0               |                    | -                  | -                  |             | -           | -           | 21     | 0      |
| 2010-2011              | MTK Budapest           | NBI                    | 5          | 0          | MK+MLK          | 0+2             | 0+0             | -                  | -                  | -                  | -           | -           | -           | 7      | 0      |
| 2011-2012              | MTK Budapest           | NBII                   | 25         | 2          | MK+MLK          | 9+1             | 0+0             | -                  | -                  | -                  | -           | -           | -           | 35     | 2      |
| 2012-2013              | MTK Budapest           | NBI                    | 12         | 1          | MK+MLK          | 0+0             | 0+0             | UEL                | 1                  | 0                  | -           | -           | -           | 13     | 1      |
| 2013-2014              | MTK Budapest           | NBI                    | 29         | 0          | MK+MLK          | 6+2             | 0               | -                  | -                  | -                  | -           | -           | -           | 37     | 0      |
| 2014-2015              | MTK Budapest           | NBI                    | 14         | 0          | MK+MLK          | 1+5             | 0               | -                  | -                  | -                  | -           | -           | -           | 20     | 0      |
| Totale MTK Budapest    | Totale MTK Budapest    | Totale MTK Budapest    | 85         | 3          |                 | 27              | 0               |                    | 1                  | 0                  |             | -           | -           | 113    | 3      |
| 2015-2016              | Újpest                 | NBI                    | 22         | 1          | MK              | 4               | 0               | -                  | -                  | -                  | -           | -           | -           | 26     | 1      |
| 2016-2017              | Újpest                 | NBI                    | 20         | 0          | MK              | 2               | 0               | -                  | -                  | -                  | -           | -           | -           | 22     | 0      |
| 2017-2018              | Újpest                 | NBI                    | 9          | 0          | MK              | 3               | 1               | -                  | -                  | -                  | -           | -           | -           | 12     | 1      |
| Totale Újpest          | Totale Újpest          | Totale Újpest          | 51         | 1          |                 | 9               | 1               |                    | -                  | -                  |             | -           | -           | 60     | 2      |
| set. 2018-2019         | Honvéd                 | NBI                    | 8          | 0          | MK              | 5               | 1               | UEL                | -                  | -                  | -           | -           | -           | 13     | 1      |
| 2019-2020              | Honvéd                 | NBI                    | 8          | 1          | MK              | 4               | 1               | UEL                | 2                  | 0                  | -           | -           | -           | 14     | 2      |
| 2020-gen. 2021         | Honvéd                 | NBI                    | 0          | 0          | MK              | 0               | 0               | UEL                | 0                  | 0                  | -           | -           | -           | 0      | 0      |
| Totale Honvéd          | Totale Honvéd          | Totale Honvéd          | 16         | 1          |                 | 9               | 2               |                    | 2                  | 0                  |             | -           | -           | 27     | 3      |
| gen.-giu. 2021         | Zalaegerszeg           | NBI                    | 11         | 1          | MK              | 1               | 0               | -                  | -                  | -                  | -           | -           | -           | 12     | 1      |
| 2021-2022              | Zalaegerszeg           | NB1                    | 23         | 0          | MK              | 0               | 0               |                    | -                  | -                  |             | -           | -           | 23     | 0      |
| 2022-2023              | Zalaegerszeg           | NBI                    | 23         | 0          | MK              | 4               | 0               | -                  | -                  | -                  | -           | -           | -           | 27     | 0      |
| Totale Zalaegerszeg    | Totale Zalaegerszeg    | Totale Zalaegerszeg    | 57         | 1          |                 | 5               | 0               |                    | -                  | -                  |             | -           | -           | 62     | 1      |
| 2023-2024              | Honvéd                 | NBII                   | 18         | 0          | MK              | 2               | 0               |                    | -                  | -                  |             | -           | -           | 20     | 0      |
| Totale Honvéd          | Totale Honvéd          | Totale Honvéd          | 34         | 1          |                 | 11              | 2               |                    | 2                  | 0                  |             | -           | -           | 47     | 3      |
| Totale carriera        | Totale carriera        | Totale carriera        | 248        | 6          |                 | 52              | 3               |                    | 3                  | 0                  |             | -           | -           | 303    | 9      |

## Palmarès

### Club

#### Competizioni nazionali
- Nemzeti Bajnokság II: 1

MTK Budapest: 2011-2012
- Coppa d'Ungheria: 3

Újpest: 2017-2018
Honvéd: 2019-2020
Zalaegerszeg: 2022-2023